# Parapseudoleptomesochra iranica
Parapseudoleptomesochra iranica is een eenoogkreeftjessoort uit de familie van de Ameiridae. De wetenschappelijke naam van de soort is voor het eerst geldig gepubliceerd in 1959 door Löffler.